# 爱丽丝 (北达科他州)
爱丽丝（英語：Alice），是美国北达科他州下属的一座城市。根据2010年美国人口普查，该市有人口40人。